# Hannsjöarna (Näs socken, Jämtland, 699287-143938)
Hannsjöarna är en sjö i Östersunds kommun i Jämtland och ingår i Indalsälvens huvudavrinningsområde. Sjön har en area på 0,149 kvadratkilometer och ligger 431 meter över havet.

## Delavrinningsområde
Hannsjöarna ingår i det delavrinningsområde (699293-143947) som SMHI kallar för Utloppet av Hannsjöarna. Medelhöjden är 433 meter över havet och ytan är 0,62 kvadratkilometer. Det finns inga avrinningsområden uppströms utan avrinningsområdet är högsta punkten. Vattendraget som avvattnar avrinningsområdet har biflödesordning 3, vilket innebär att vattnet flödar genom totalt 3 vattendrag innan det når havet efter 292 kilometer. Avrinningsområdet består mestadels av skog (34 procent) och sankmarker (32 procent). Avrinningsområdet har 0,15 kvadratkilometer vattenytor vilket ger det en sjöprocent på 24 procent.